# ヤサカグループ

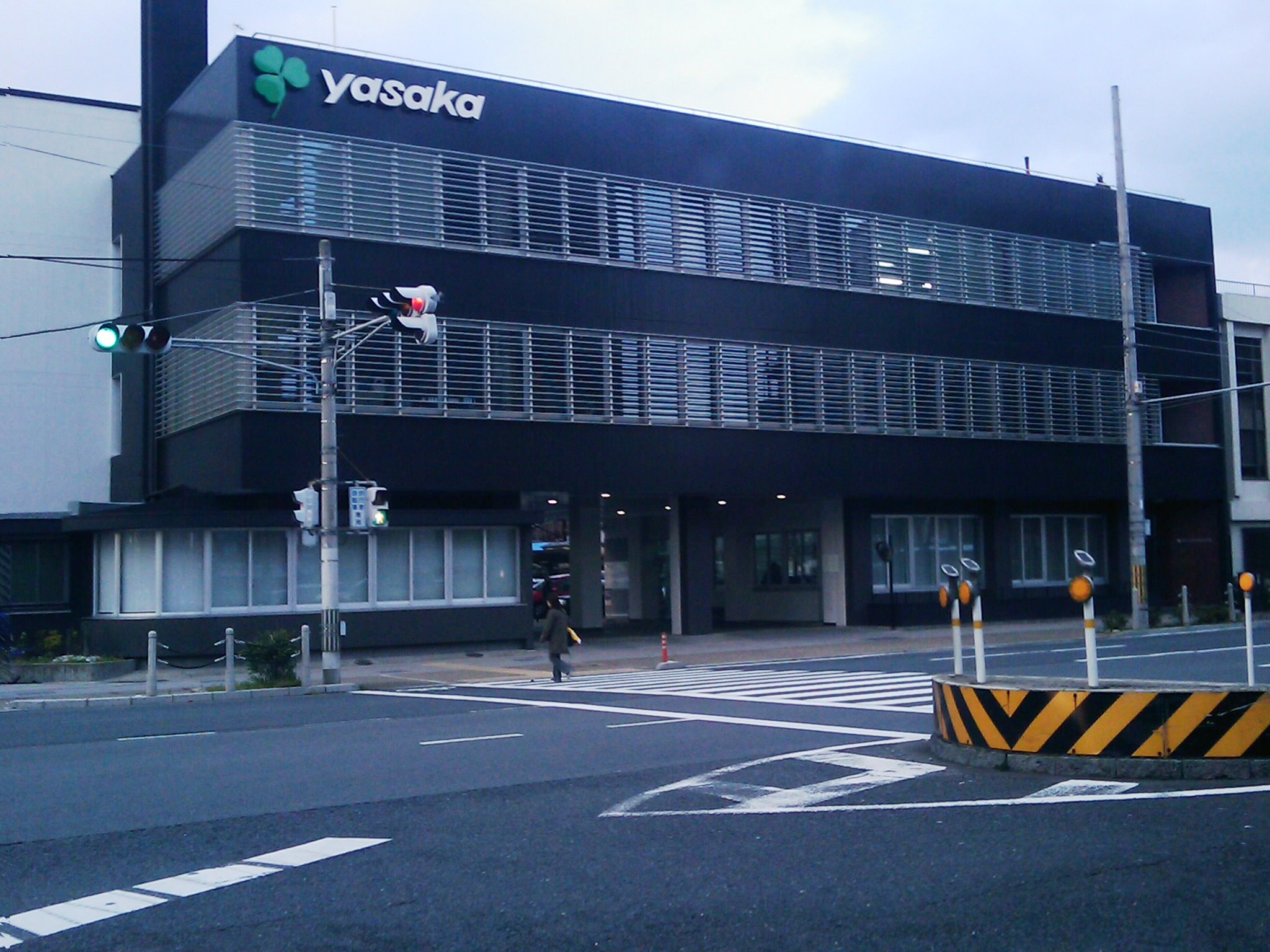
彌榮自動車本社

ヤサカグループは、京都府の彌榮自動車株式会社（やさかじどうしゃ）を中心に、東京都、埼玉県、神奈川県、大阪府、滋賀県、兵庫県などでタクシー、バス、旅行会社、トヨタ自動車のディーラーなどを経営する企業グループ。7業種17社、4,200名を超える社員を抱える。彌榮自動車本社は京都市下京区に所在。1945年9月21日を創業日と定めている。

## 沿革

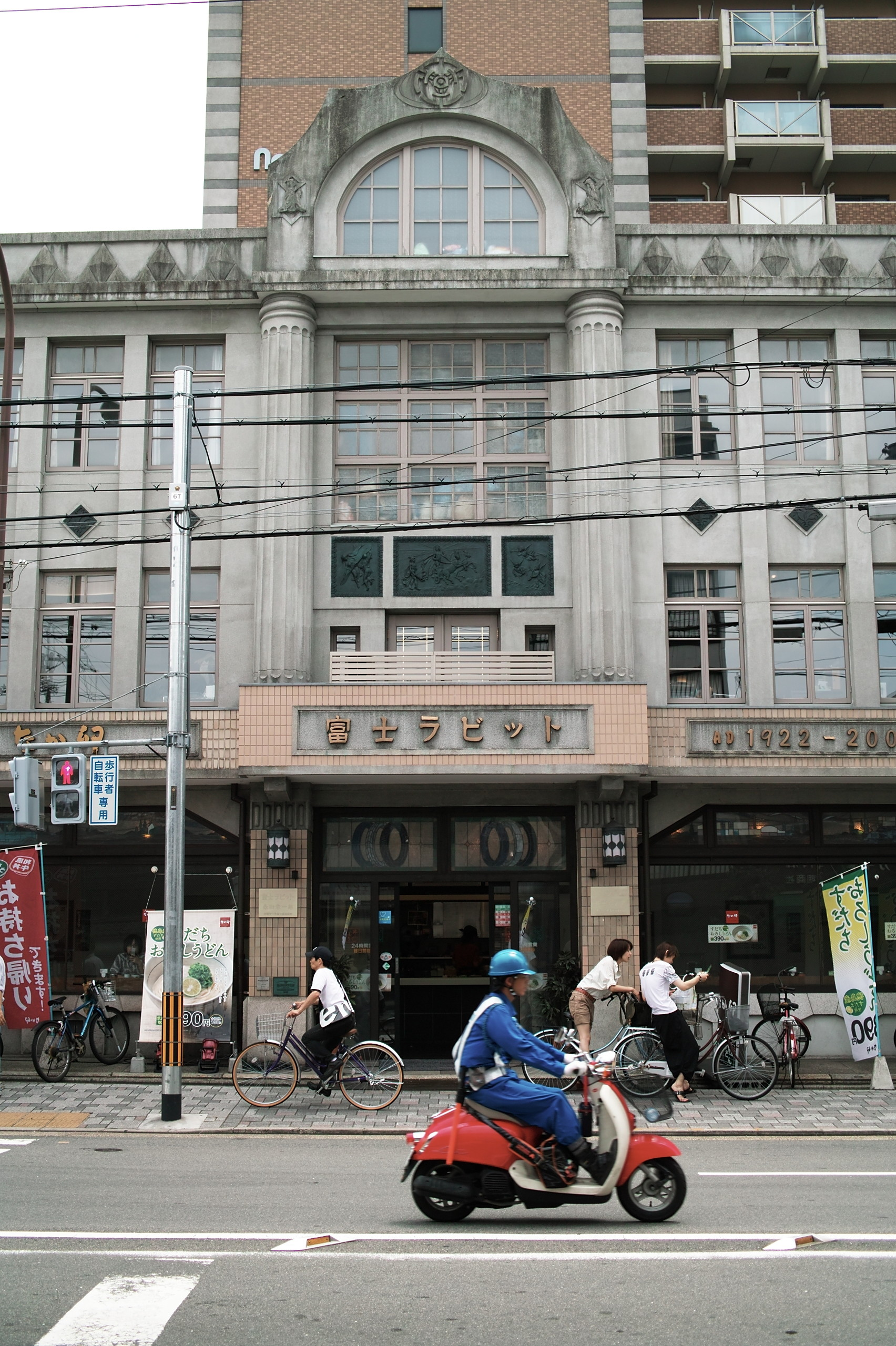
1925年頃、京都市七条通沿いに建てられた日光社の旧社屋

- 1916年 - 創業者の粂田（くめだ）幸次郎が、京阪伏見桃山 - 明治天皇御陵間の乗合バス営業を開始。
- 1917年 - フォード輸入代理店の日光社が創業され、京都市下京区で始めたハイヤー業を自動車部とする。
- 1933年 - 日光社自動車部を母体に、タクシー会社の京都合同自動車を設立。
- 1939年 - タクシーを廃止し、ハイヤー会社の合資會社彌榮自動車部を設立。
- 1945年 - 彌榮自動車株式會社に改称。
- 1947年 - 京都タクシー、京都中央自動車を吸収合併し、タクシー業を再開。
- 1949年 - 滋賀交通（のち「滋賀ヤサカ自動車」へ改称。滋賀県にある大手バス会社の滋賀交通とは無関係）、洛陽交運を設立。
- 1953年 - 貸切バス事業免許認可、外国人観光客専用バスの運行を開始。
- 1954年 - ヤサカ観光を設立、旅行業へ進出。
- 1956年 - 銀鈴タクシーを設立。
- 1957年 - 貸切バス部門を分社化し、ヤサカ観光バスを設立（のち「京都ヤサカ観光バス」へ改称）。
- 1960年 - エー・エヌ・エー交通（現：東京ヤサカ自動車）を傘下とする。ヤサカ石油（現：ヤサカ商事）を設立。大阪ヤサカ観光バスを設立。
- 1961年 - 東京ヤサカ観光バスを設立。
- 1967年 - トヨタオートヤサカ（現：ネッツトヨタヤサカ）を設立、国産車販売に進出。
- 1968年 - エー・エヌ・エー交通が東京ヤサカ自動車に改称。
- 1970年 - 京都トヨタ自動車をヤサカグループの傘下とする。
- 1972年 - ヤサカメイトを設立、外食事業に進出。
- 1974年 - 「三つ葉のクローバー」をヤサカグループのシンボルマークにする。
- 1980年 - タクシー市民モニター制度を発足。
- 1983年 - ヤサカ観光興業を設立、東京地区で旅行業を営む。
- 1985年 - ジャンボタクシーを導入。
- 1986年 - ヤサカ旅行サービスを設立。
- 1998年 - 東京ヤサカ自動車横浜営業所を開設。東京ヤサカ観光バス埼玉営業所を開設。ハイブリッドカーのトヨタ・プリウスをタクシー車両として日本国内で初導入。
- 2000年 - ヤサカ交通（旧・京都新阪急タクシー）、山城ヤサカ交通（旧・山城近鉄タクシー）、第二ヤサカ交通（旧・京都淡路交通）を設立。ヤサカ関空シャトルを運行開始。
- 2002年 - ヤサカバスを設立し、乗合バス事業に再参入。
- 2004年 - 南ヤサカ交通（旧・京都名鉄タクシー）[注釈 1]を設立。
- 2005年 - 京都ヤサカ観光バスが滋賀ヤサカ観光バスを吸収合併。
- 2011年7月21日 - 京都ヤサカ観光バスが大阪ヤサカ観光バスを吸収合併し、ヤサカ観光バスへ商号変更。

## 事業内容

### タクシー・ハイヤー

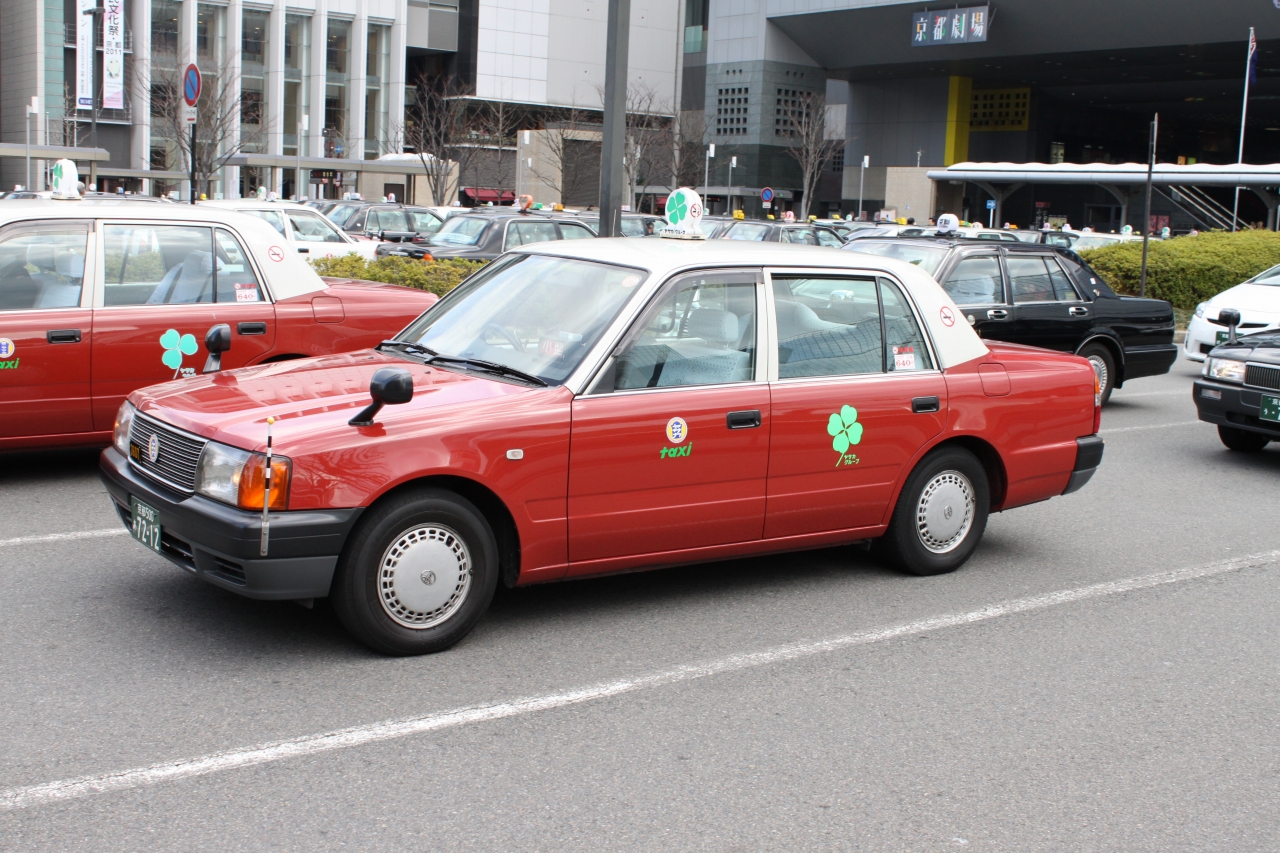
ヤサカタクシーの車両（京都）

ヤサカグループのタクシー・ハイヤー事業は、4都府県8社で1,400台の営業車両を有する。

#### 京都・滋賀
車両の塗装デザインはえんじ色と白のツートーン（コンフォート、ジャパンタクシー）、または黒色（クラウンセダンなど）。ジャンボタクシーは観光バスと同じデザインとなっている。行灯とボディにクローバーのマークを付ける（黒色車は行灯のマークのみ）。通常は三つ葉のクローバーだが、ごく少数四葉または二葉のものがある。
スマートフォン配車アプリはGOに対応する。2024年4月より山城ヤサカ交通にてGOアプリ専用車『GO Reserve』の運行を開始した。

#### 東京・横浜

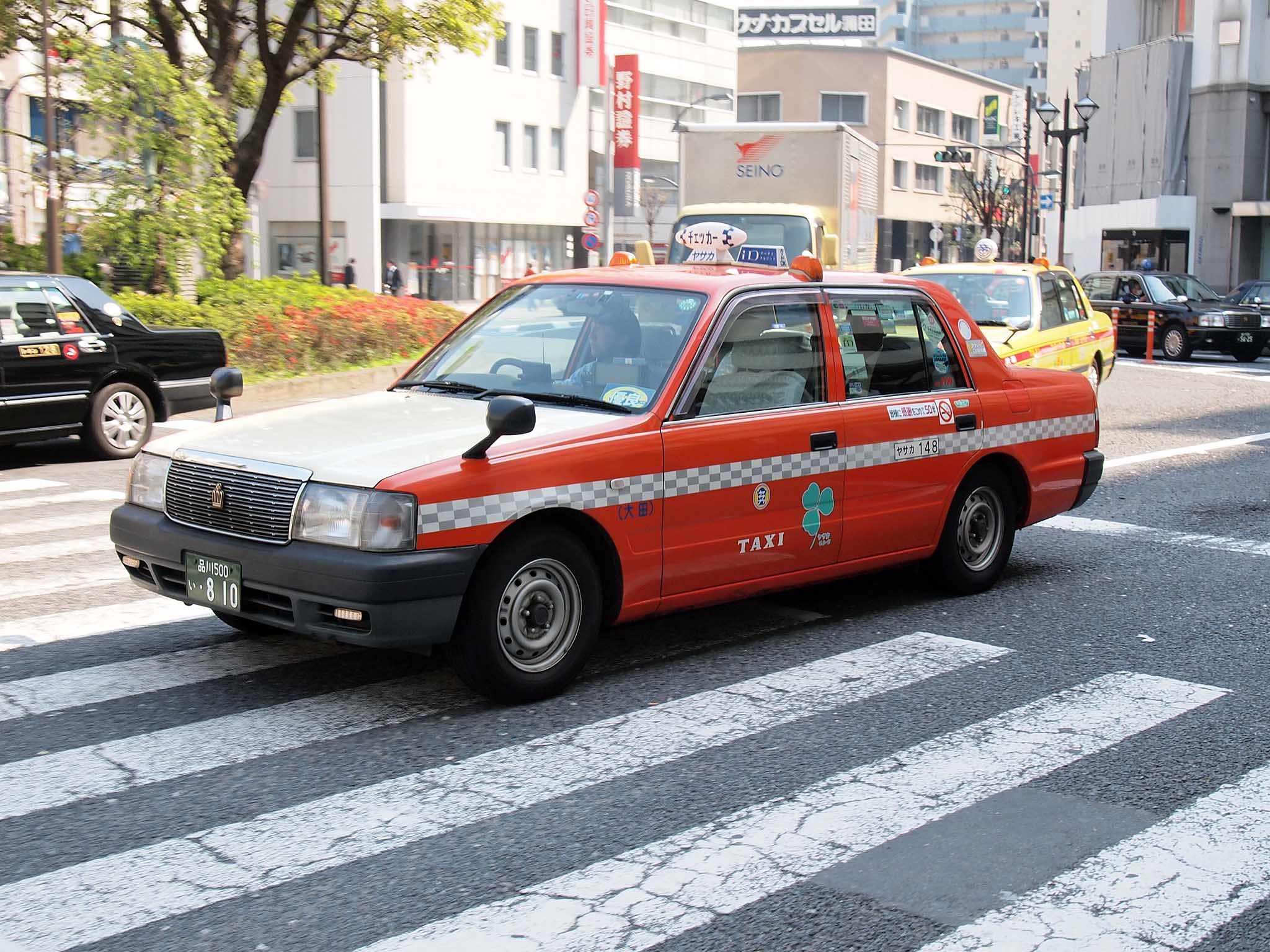
東京ヤサカ自動車のタクシー（トヨタ・クラウンコンフォート）

東京ヤサカ自動車により、東京都（特別区・武三交通圏）および神奈川県横浜市（京浜交通圏）にて営業する。
チェッカーキャブ所属。一般タクシー車両（トヨタ・クラウンコンフォート）はチェッカー塗装。黒塗りのエクシードキャブ（Eキャブ）を除き、クローバーマークを前ドアに貼付。京都の車両とは異なりエンブレムをヤサカマークに換装していない。チェッカーキャブの東京無線との提携に伴い、行灯が東京無線のタワー型に換装された。東京の車両は基部に無線番号が書かれているが、横浜の車両（非無線）は無線番号ではなく「ヤサカ」と書かれている。
配車アプリは東京の車両のみ所属する組合の関係上、本グループで唯一GOではなくS.RIDEにのみ対応する。横浜の車両はチェッカーキャブ所属でありながらGOにのみ対応。

### 観光バス

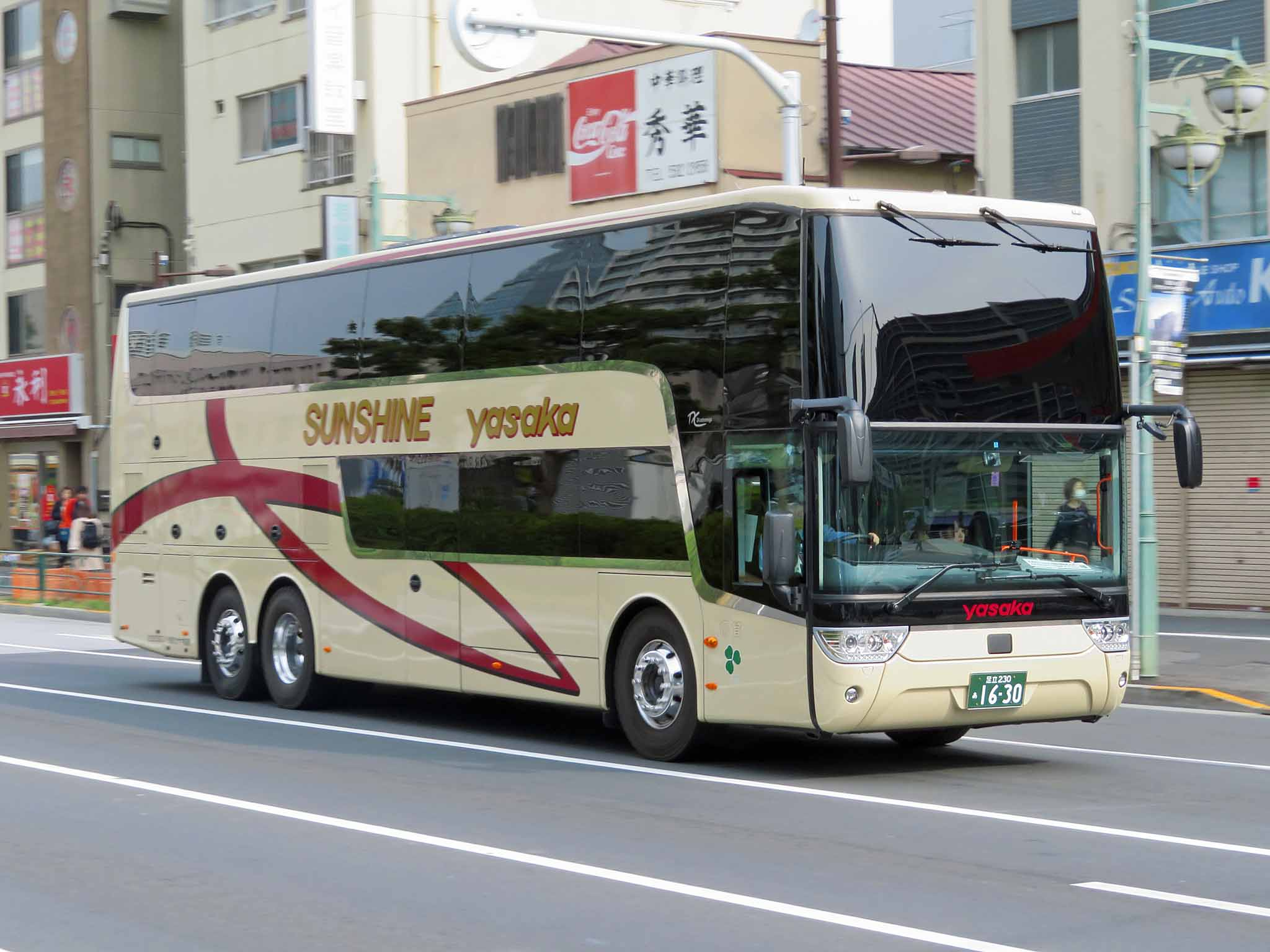
東京ヤサカ観光バス「サンシャイン」（スカニア＋バンホール・アストロメガ）

ヤサカ観光バス（京都・大阪・兵庫・滋賀）および東京ヤサカ観光バス（東京・埼玉・神奈川）により観光バス事業を行う。
ヤサカ観光バスの車体デザインは三輪晁勢によるもので、えんじ色の曲線は鴨川の友禅流しを表現している。

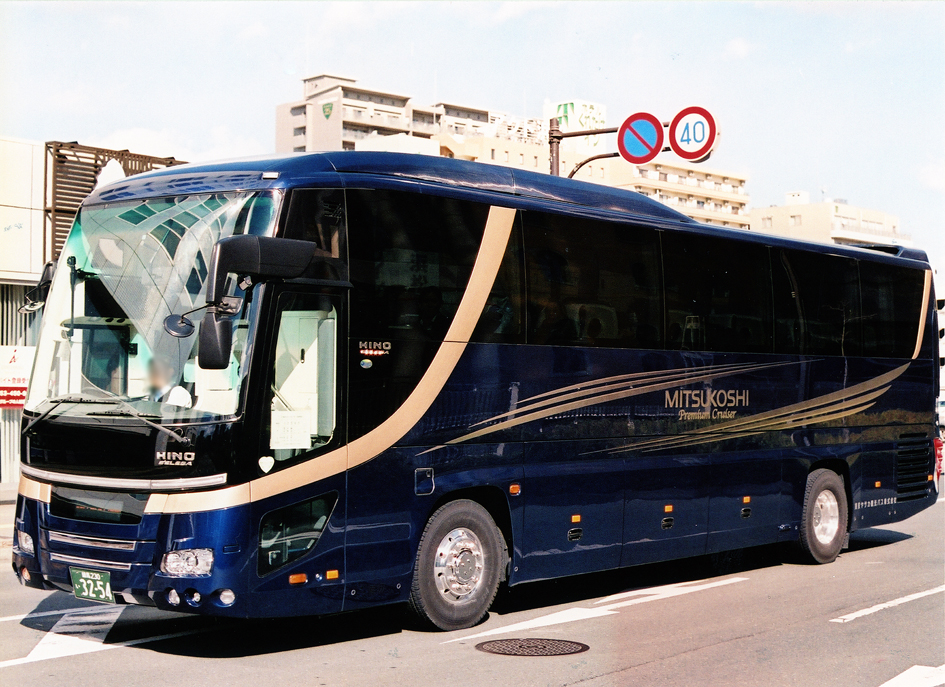
東京ヤサカ観光バス「三越プレミアムクルーザー」（日野・セレガSHD）
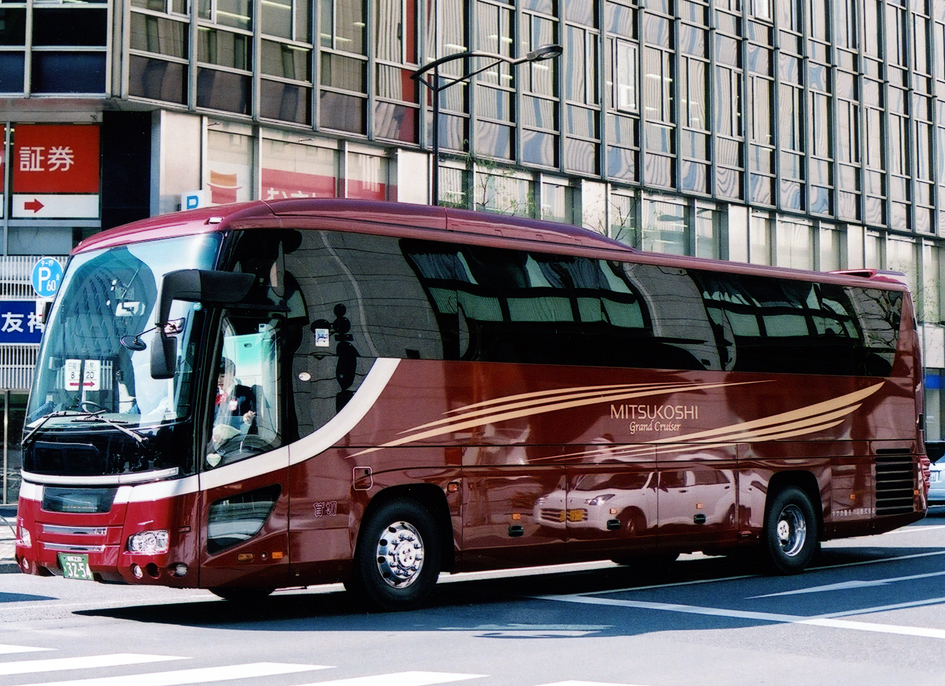
東京ヤサカ観光バス「三越グランドクルーザー」
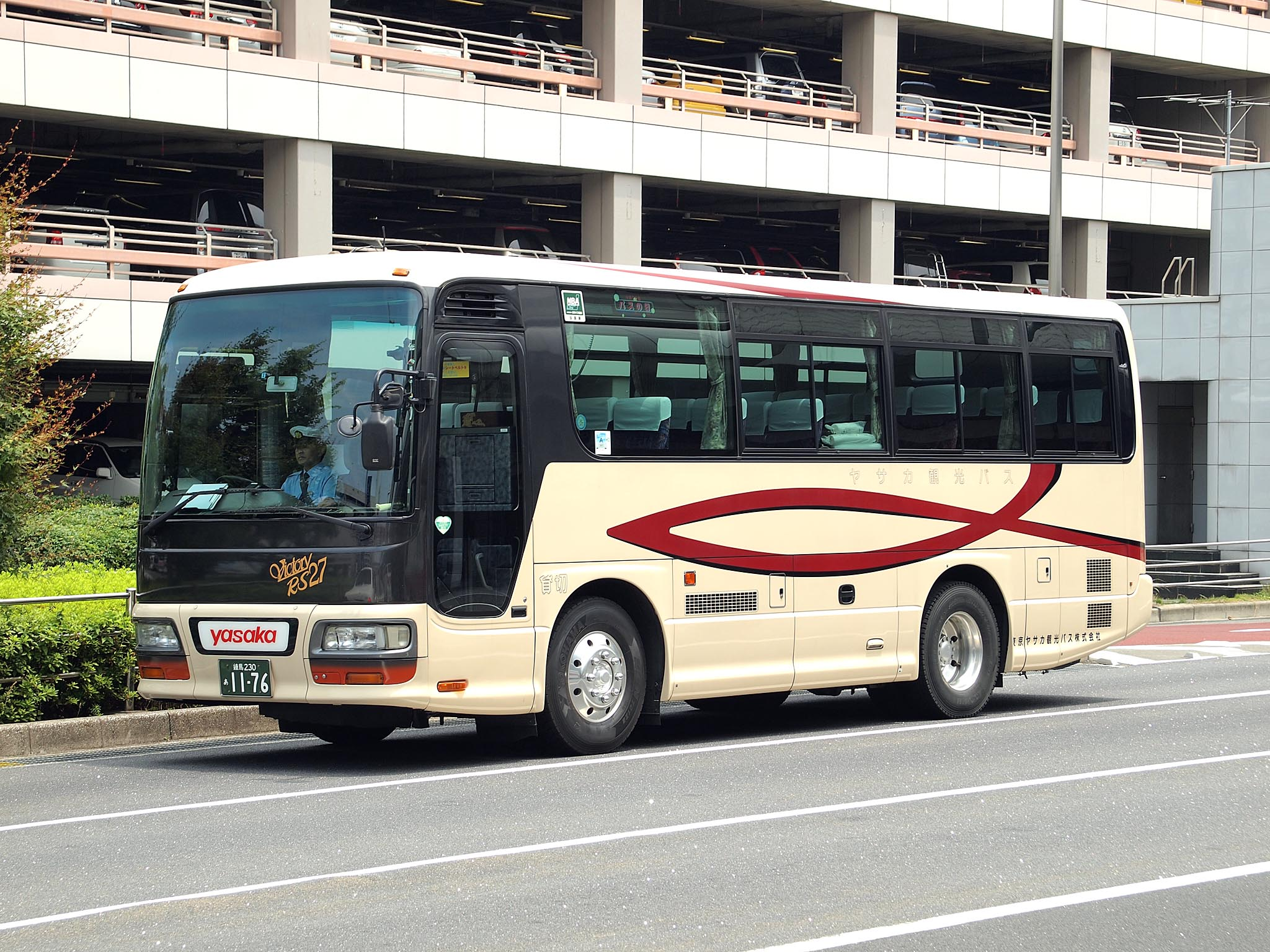
東京ヤサカ観光バス「ヴィクトリーRS27」（いすゞ・ガーラ）
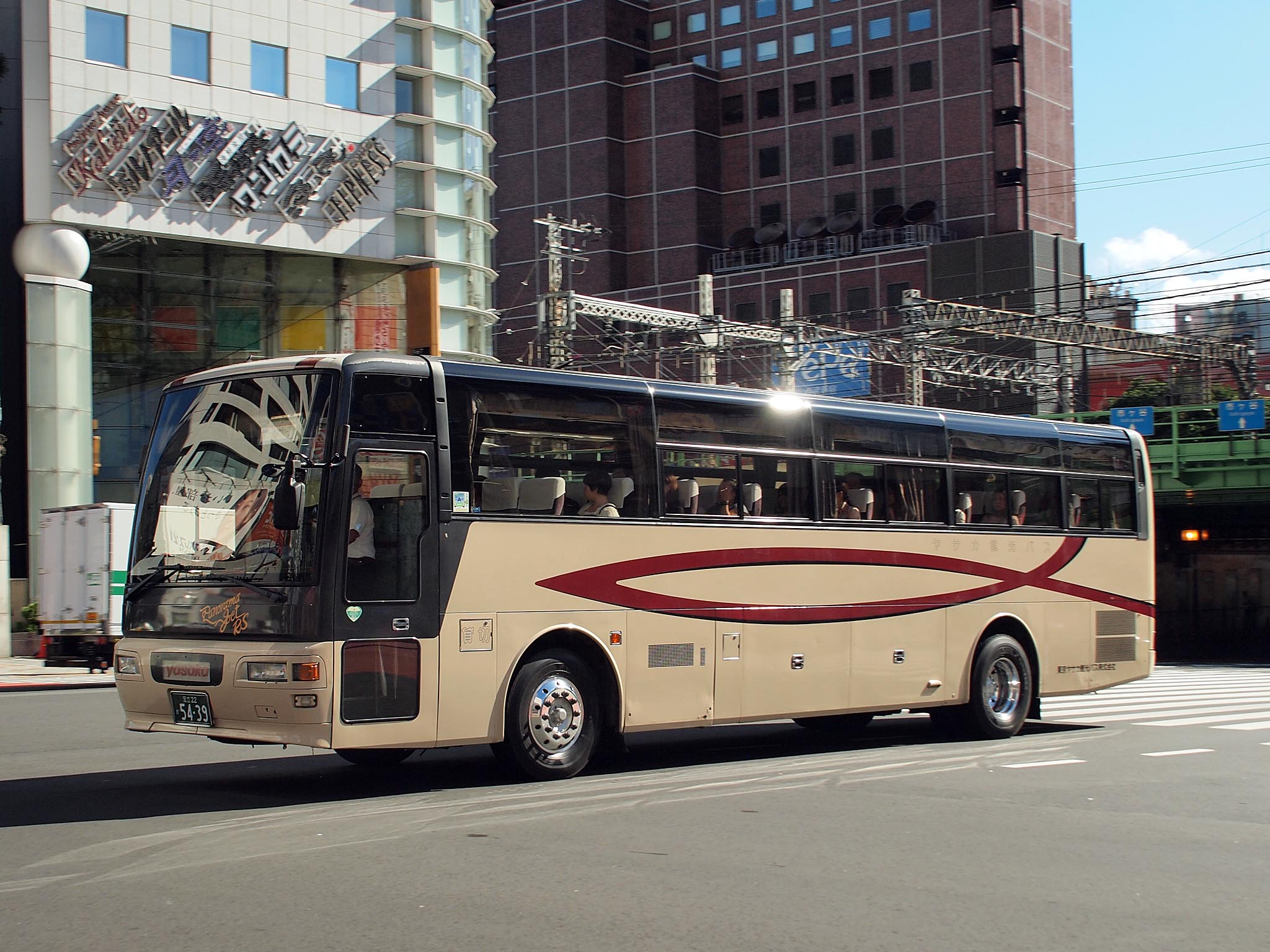
東京ヤサカ観光バス「パノラマジェットRS」（いすゞ＋富士重工）
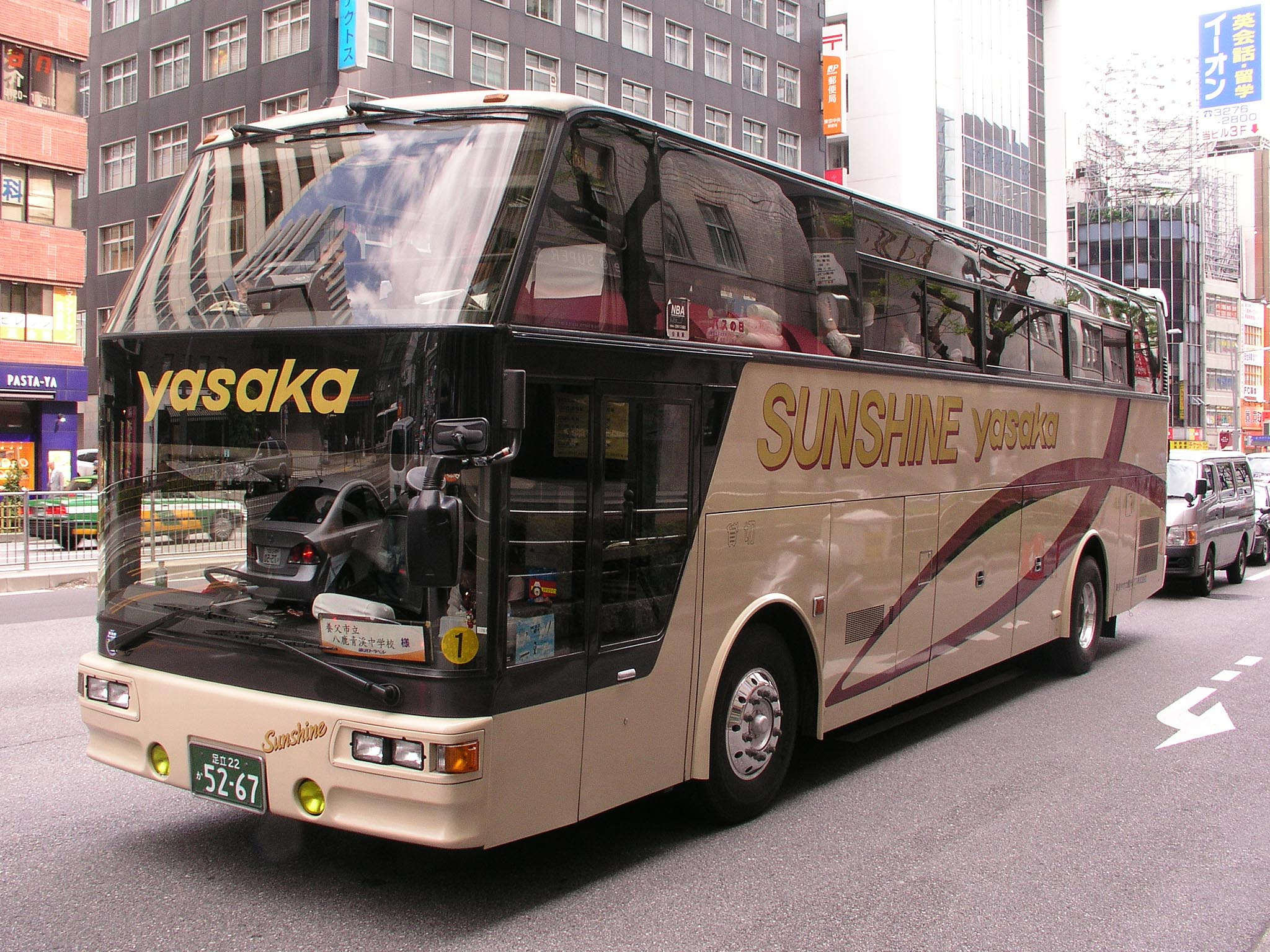
東京ヤサカ観光バス「サンシャイン」（いすゞ＋富士重工）

### 路線バス
ヤサカバスにより、京都市洛西地区および醍醐地区、向日市において乗合バス事業を行う。規制緩和に合わせて新規参入、2003年1月運行開始。

### 自動車ディーラー
京都トヨタ自動車とネッツトヨタヤサカの2社で、トヨタの他レクサス（2店舗）、フォルクスワーゲン（1店舗）のディーラーを運営する。

### その他の事業
- エネルギー事業（ヤサカ商事）
- 海外・国内旅行事業（ヤサカ観光〈京都・大阪〉、ヤサカ観光興業〈東京〉）
- テナントビル、貸会議室（彌榮自動車）

## 営業所

### 京都府
- 彌榮自動車

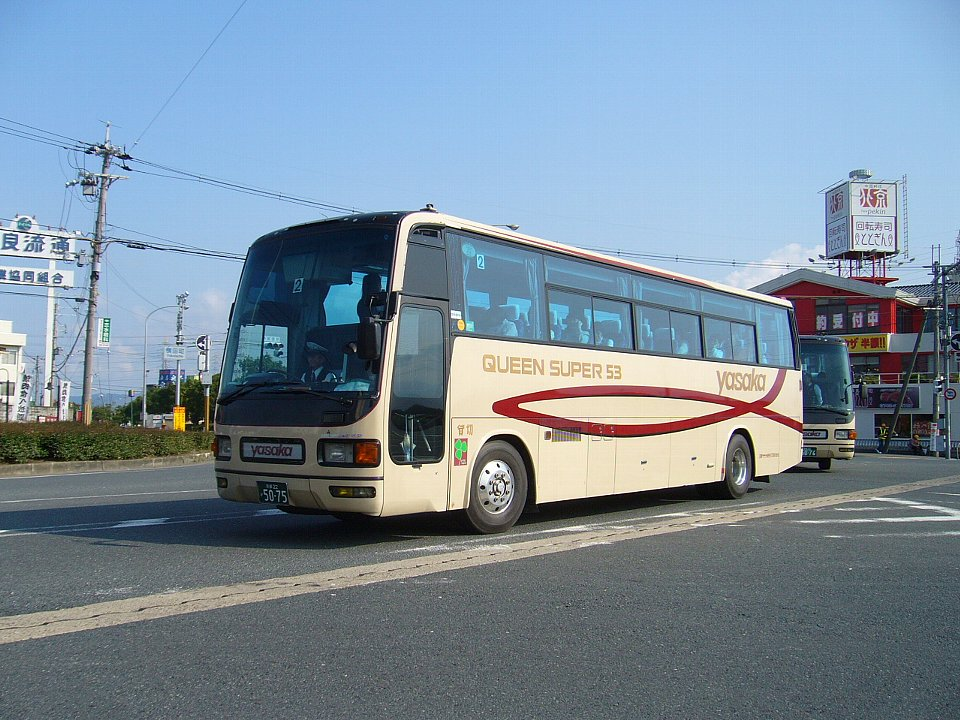
京都ヤサカ観光バスのQueenSuper
（奈良県大和郡山市にて）

  - 本社、中央営業センター（京都市下京区中堂寺櫛笥町）
  - 西五条営業センター（京都市右京区西院六反田町）
  - 山科営業センター（京都市山科区西野山階町）
  - 上堀川営業センター（京都市北区大宮北ノ岸町）
  - 自動車サービスセンター（京都市右京区西院春栄町）
- 洛陽交運本社（京都市南区西九条森本町）
- 銀鈴タクシー（京都市南区上鳥羽南鉾立町）
- 山城ヤサカ交通（京田辺市草内大東）
- 第二ヤサカ交通（向日市鶏冠井町馬司）
- 南ヤサカ交通（京都市南区上鳥羽北花名町）
- ヤサカ観光バス京都支社（京都市南区上鳥羽南塔ノ本町）
- ヤサカバス上鳥羽営業センター（京都市南区上鳥羽南塔ノ本町）
- 京都トヨタ自動車（京都市南区吉祥院三ノ宮町）
- ネッツトヨタヤサカ（京都市中京区壬生仙念町）
- ヤサカ商事
  - 本社（京都市南区上鳥羽大物町）
  - 十条営業所（京都市南区西九条西柳ノ内町）
  - 山科営業所（京都市山科区西野山階町）
  - 久世営業所（京都市南区久世中久世町）
  - 亀岡営業所（亀岡市大井町並河）
- ヤサカ観光
  - 本社営業所（京都市南区上鳥羽南塔ノ本町）
  - 旅行センター（京都市中京区烏丸御池上ル二条殿町 ヤサカ烏丸御池ビル4階）

### 東京都
- 東京ヤサカ自動車本社（大田区大森南）
- 東京ヤサカ観光バス
  - 本社（北区豊島）
  - 舎人営業所（足立区入谷）
- ヤサカ観光興業
  - 豊島営業所（北区豊島）
  - 荒川営業所（荒川区西日暮里）
  - 足立営業所（足立区入谷）

### 埼玉県
- 東京ヤサカ観光バス埼玉営業所（川口市八幡木）

### 神奈川県
- 東京ヤサカ自動車横浜営業所（横浜市保土ケ谷区仏向町）
- 東京ヤサカ観光バス横浜営業所（横浜市鶴見区寛政町）

### 大阪府
- ヤサカ観光バス大阪支社（大阪市西淀川区中島）
- ライフ野田店（大阪市福島区吉野） - 店舗設置者が洛陽交運[8]

### 滋賀県
- ヤサカ観光バス滋賀営業所（大津市国分二丁目）
- 滋賀ヤサカ自動車
  - 本社（大津市湖城が丘）
  - 草津営業所（草津市南笠東）

### 兵庫県
- ヤサカ観光バス兵庫営業所（尼崎市築地）

### 休廃止
- ヤサカ交通（京都市南区吉祥院這登西町、2021年タクシー事業を休止[9]、2024年5月合併により解散）
- ヤサカメイト（京都市下京区四条通油小路東入傘鉾町、外食事業。2017年3月30日付で法人格消滅[10] ）

## イベント・コラボレーション

### 四つ葉のタクシー
クローバーマークを四つ葉にしたタクシーが4台のみ運行されている。幸運を呼ぶタクシーとされ、乗車すると記念品がもらえる。

### あふひの二葉タクシー
上賀茂神社の式年遷宮に合わせて2015年に運行開始。クローバーマークが二葉になっており、2台が走っている。レシートを上賀茂神社の社務所へ持参すると、記念品がもらえる。

### ラブ・クローバー号
バレンタインデーに合わせて2月13日・14日の2日間、「ラブ・クローバー号」として一部車両のクローバーマークを緑からピンクに変えて運行する。2004年運行開始。

### yasaka×石野田奈津代
シンガーソングライター石野田奈津代が、2008年に発表のシングル「クローバー」発売を記念し、四つ葉タクシーとコラボキャンペーンを行った。同年6月21日〜7月24日まで、「四つ葉タクシー」のうちの1台に特別デザインを施し、「724クローバー号」として走行。前方ドアを「クローバー」のCDジャケットデザインでラッピングし、車体の四つ葉マークの1葉がピンク色であった。「724クローバー号」は1,400分の1台の限定車となり、乗客には「『クローバー』非売品特別CD」がプレゼントされた。

### yasaka×鶴

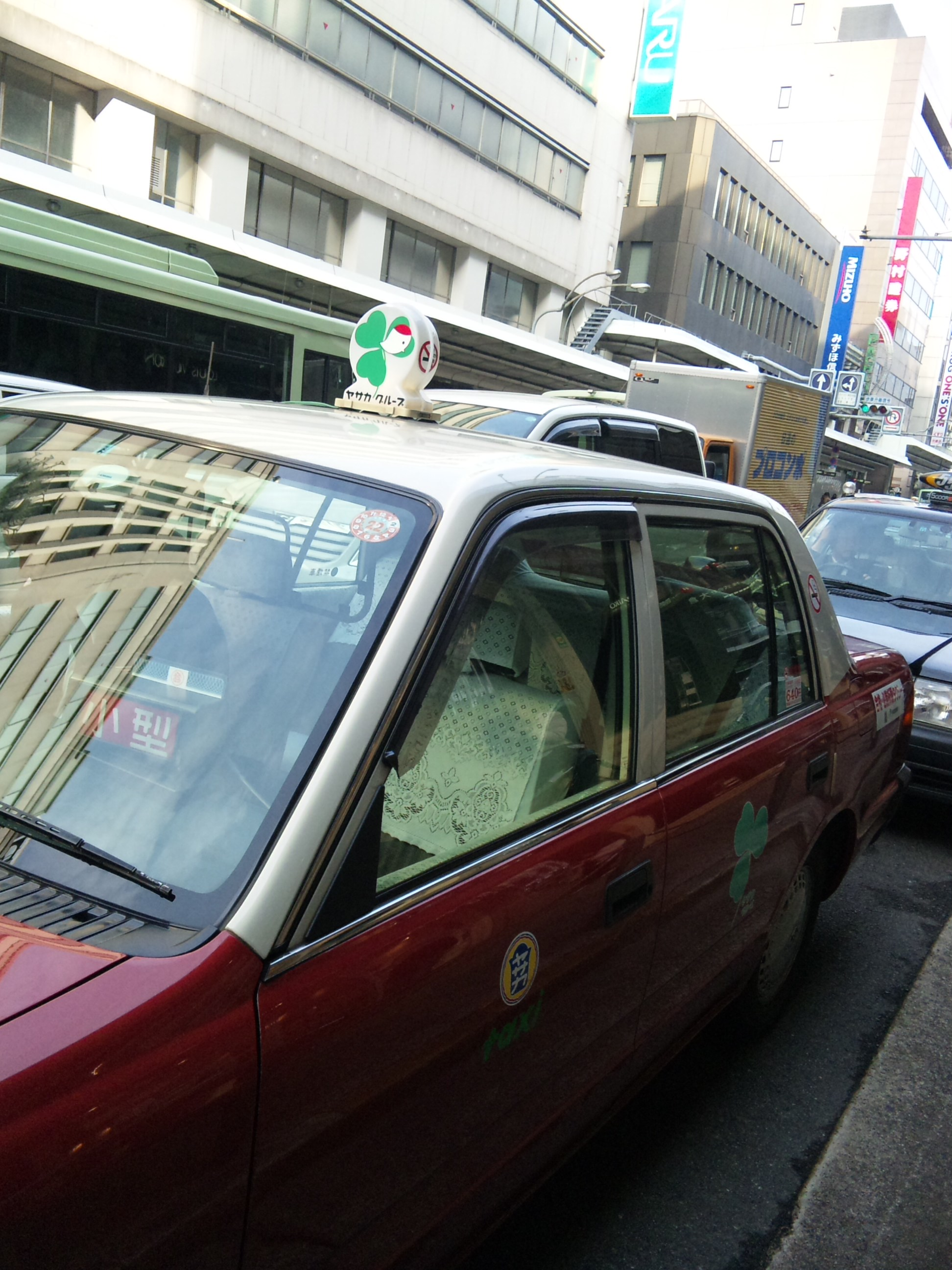
三つ葉のyasaka×鶴タクシー

2010年2月1日〜4月30日までヤサカタクシーとアーティスト『鶴』によるコラボとして、鶴のマークが入った四葉のタクシーが1台のみ登場。また鶴マーク入りの三つ葉タクシーも29台登場し、乗客にステッカーをプレゼントした。